# Merve Sevi
Merve Sevi, née le 24 juillet 1987 à Istanbul, est une actrice turque. Elle est notamment connue pour ses rôles dans «Omuz Omuza», «Hayat Bilgisi» et plus important dans «Yalanci Yarim». Elle a joué un rôle dans la série médicale à succès «Doktorlar».

## Biographie
Après le lycée, Merve Sevi a choisi de poursuivre le programme d'études de théâtre de l'Université Yeditepe. Cependant, elle a dû interrompre ses études en 2006 lorsqu'elle a rejoint le casting de «Yalancı Yarim» dans le rôle de Naz, la fille riche et capricieuse qui finit par tomber amoureuse de son chauffeur. Elle a été un membre important de la série jusqu'à la mort soudaine de son partenaire Barış Akarsu dans un accident tragique de la route en juillet 2007. En 2011, elle a commencé à jouer dans la série télévisée «İzmir Çetesi». Cela a conduit à l'annulation de la série, permettant à Sevi d'obtenir le rôle principal dans «Dağlar Delisi», une série prévue pour la saison d'automne.

## Filmographie[1]
| L'Année   | Le titre                    | Le rôle            | Les types de contenus |
| --------- | --------------------------- | ------------------ | --------------------- |
| 2004-2005 | Omuz Omuza                  | Burcu Öz           | Série télévisée       |
| 2005      | Hayat Bilgisi               | Özge Karaçelik     | Série télévisée       |
| 2006-2007 | Yalanci Yarim               | Naz Özkul          | Série télévisée       |
| 2007      | Dağlar Delisi               | Aybala Kayahanlı   | Série télévisée       |
| 2008      | Hayat Güzeldir              | Ayşegül Bahtiyar   | Série télévisée       |
| 2008-2009 | Doktorlar                   | Duygu Hekimoğlu    | Série télévisée       |
| 2009      | Oyun                        | Burcu              | Web-série             |
| 2009      | Rina                        | Zehra              | Cinéma                |
| 2010      | İhanet                      | Canan Hancı        | Série télévisée       |
| 2011      | İzmir Çetesi                | Kumsal Taşçı Nadya | Série télévisée       |
| 2011      | Yalancı Bahar               | Müge Karaman       | Série télévisée       |
| 2012      | Canımın İçi                 | İlknur             | Série télévisée       |
| 2014      | Gülcemal                    | Ayşen Gülbahar     | Cinéma                |
| 2015      | Selam 2 Bahara Yolculuk     | Meryem             | Cinéma                |
| 2016      | Şeytanın Çocukları El Ebyaz | Seda               | Cinéma                |
| 2015-2016 | Hayat Mucizelere Gebe       | Burcu Akarcalı     | Série télévisée       |
| 2019      | Cesedin Ölümü               | Asuman             | Web-série             |
| 2019      | Me Nokta Ali                | Bahar              | Cinéma                |
| 2021-2022 | Kavuşamayanlar              | Cansu              | Web-série             |
| 2024      | Baba Beni Güldürsene        | Beyza              | Cinéma                |

## Récompenses
- 2024 – 16e Prix Altın Zirve et de la Carrière – Meilleure actrice de théâtre de l’année
- 2015 – Prix de théâtre des Amis de la Littérature Ekin – Actrice comique[2]
- 2014 – Sommet de la communication de l’Académie Kariyerim, Zonguldak
- 2013 – Prix de la responsabilité sociale dans le domaine de la santé[3]
- 2011 – Prix de l’Université de Kocaeli